# Johanniskirche (Schwäbisch Gmünd)

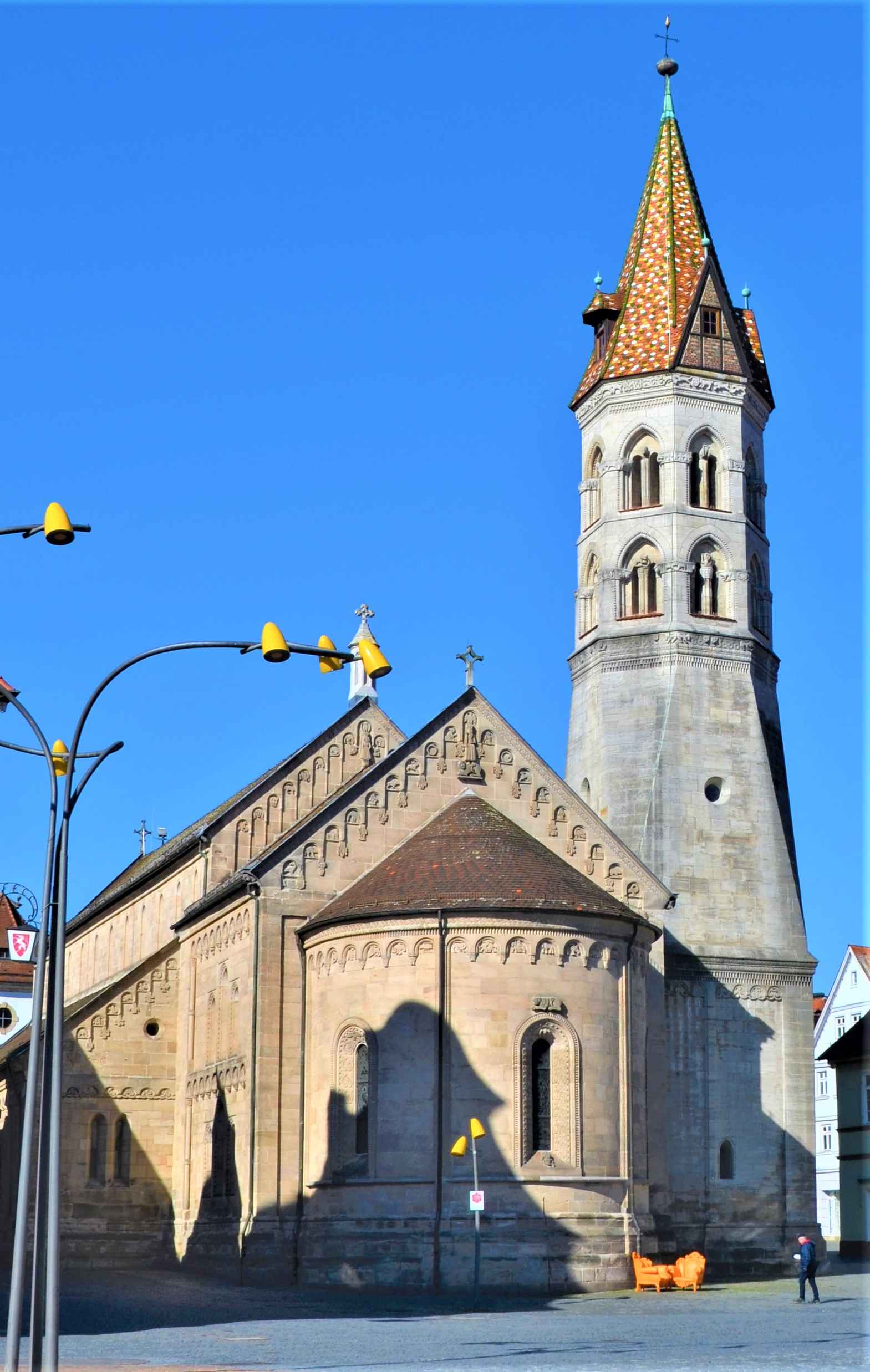
Ansicht der Johanniskirche vom Marktplatz

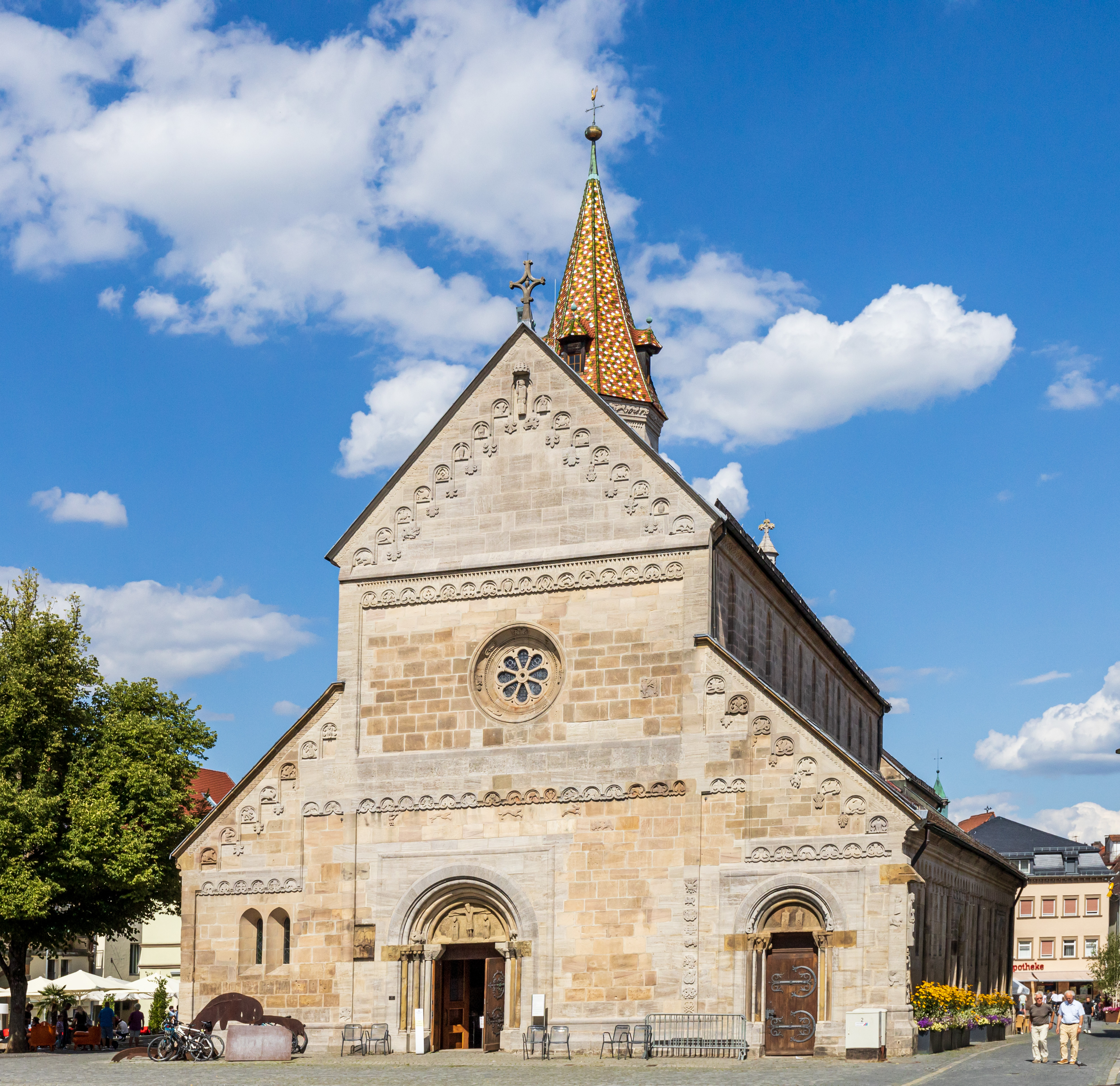
Ansicht der Johanniskirche vom Johannisplatz

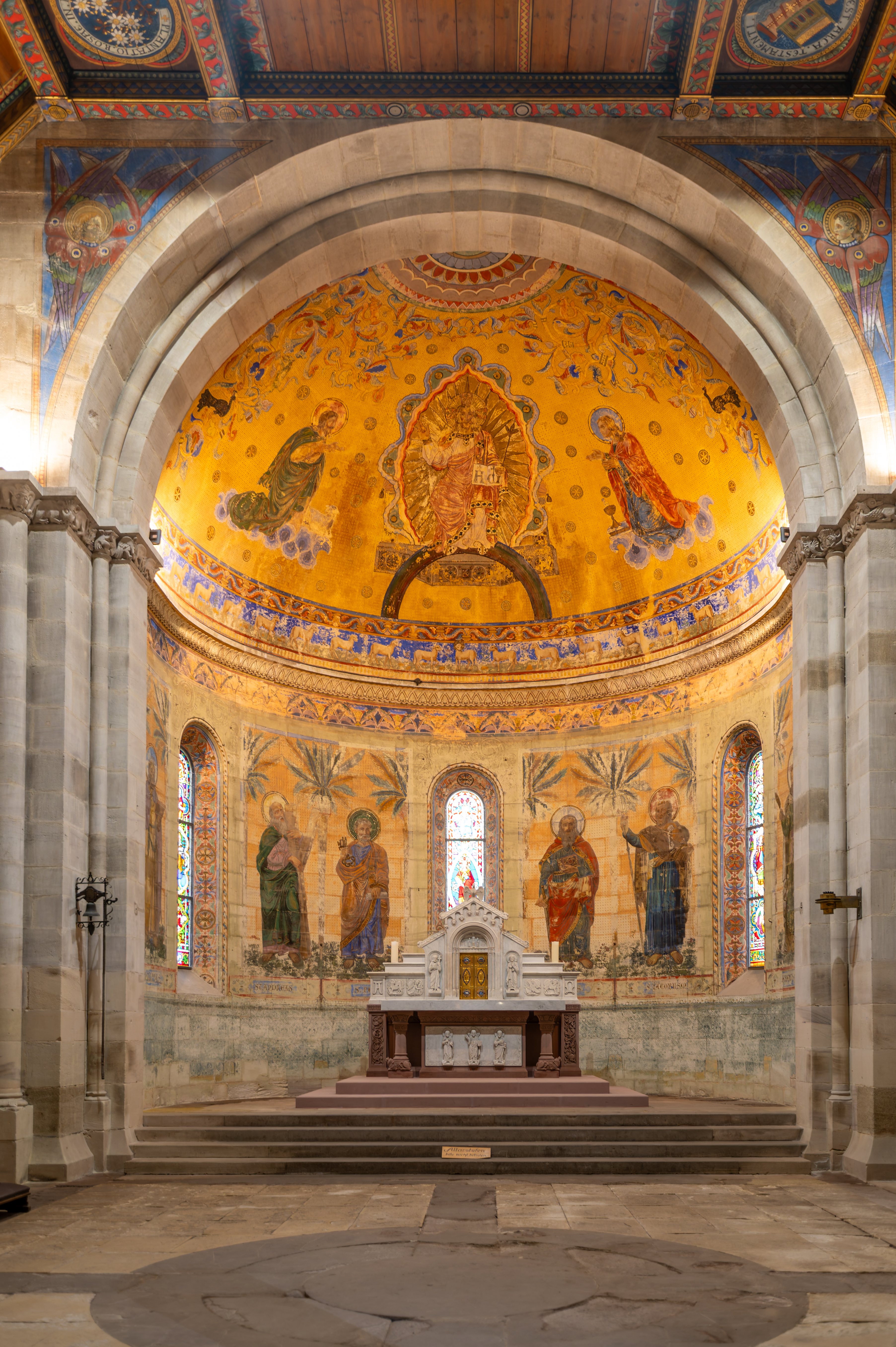
Chorraum

Die Johanniskirche oder St.-Johannis-Kirche (offiziell Nebenkirche St. Johannes Baptist der katholischen Pfarrkirche Heilig-Kreuz-Münster) ist eine  römisch-katholische Stadtkirche im romanischen bzw. neoromanischen Stil in Schwäbisch Gmünd, die unter dem Patrozinum Johannes des Täufers steht. Die Pfeilerbasilika dient als Lapidarium für das Gmünder Münster.
Die Johanniskirche, die mit ihrem herausragenden Glockenturm direkt am Übergang von Johannis- und Marktplatz steht, ist ein beliebtes Fotomotiv und Wahrzeichen der Stadt Schwäbisch Gmünd. Sie ist Bestandteil einiger Logos, wie zum Beispiel demjenigen für das Stadtjubiläum 2012.
Vom 24. Juni 2005  bis 2016 diente die Johanniskirche zudem der Gmünder Jugendkirche als Kirchenraum.

## Gründungssage
Agnes von Hohenstaufen, Tochter Kaiser Heinrichs IV. und Gemahlin des Herzogs Friedrichs von Staufen, die in Lorch residierten. verlor bei der Jagd im bewaldeten Remstal ihren Ehering. In ihrer Verzweiflung gelobte sie, dass sie an der Fundstelle des Eherings eine Kirche bauen lasse. Der Ring wurde an der Stelle der späteren Johanniskirche im Geweih eines erlegten Hirsches gefunden und Agnes von Hohenstaufen ließ eine Kirche an dieser Stelle errichten. Dies soll sich um 1102 abgespielt haben.

## Baugeschichte

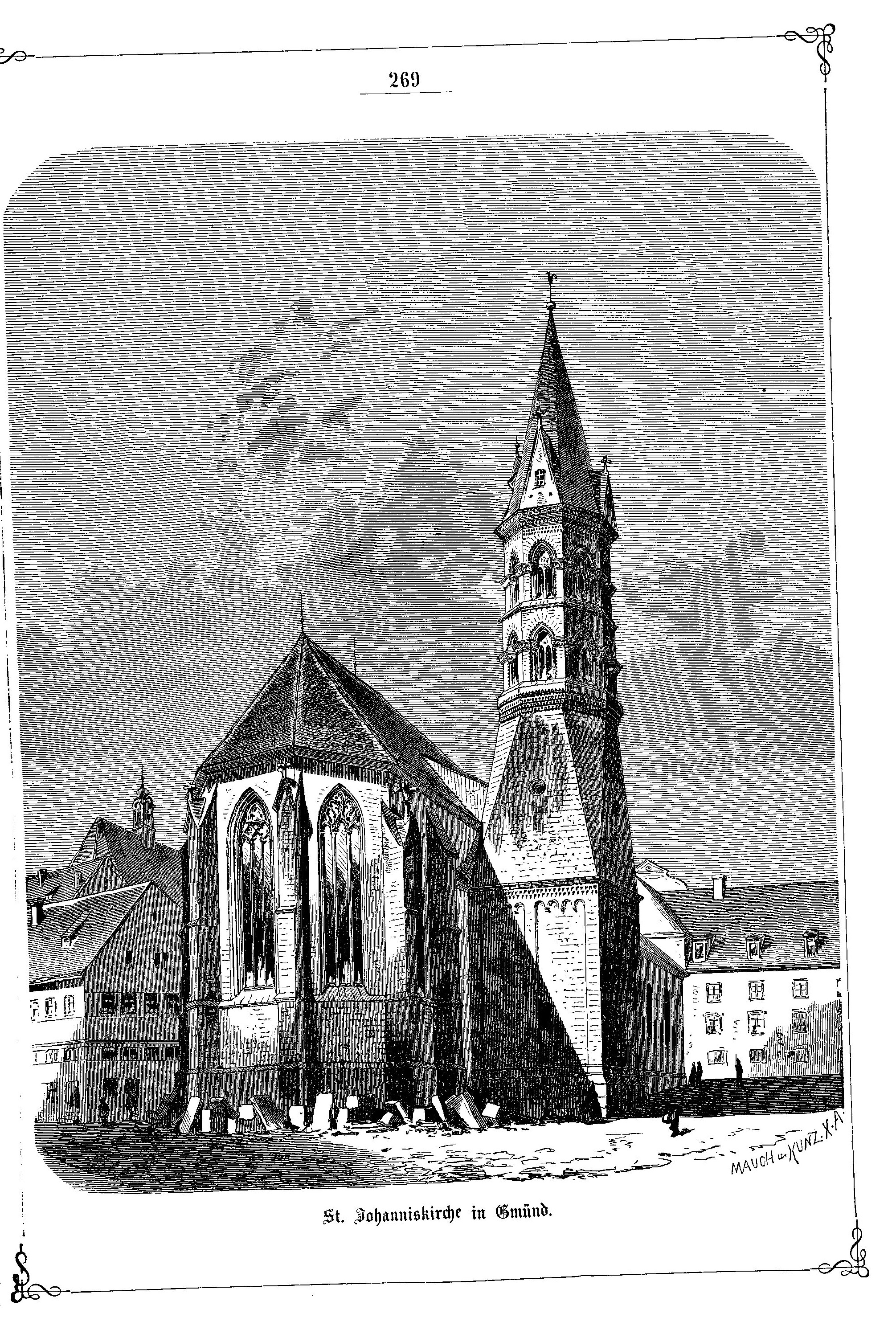
Gotische Ansicht der Johanniskirche

Wann und von wem die jetzige romanische Johanniskirche gebaut wurde, ist nicht überliefert. Es gibt Vermutungen, dass schon zwei Vorgängerbauten an dieser Stelle existierten. Die erste Erwähnung einer Johanniskirche in Schwäbisch Gmünd erfolgte im Jahr 1225 im Rahmen einer Wundererzählung von Caesarius von Heisterbach. Üblicherweise wird die Bauzeit im Zeitraum von 1210 bis 1230 angesetzt.
Im 15. Jahrhundert kam es zu Umgestaltungen an der Johanniskirche. Sie erhielt Elemente der Gotik, vor allem wurde ein zweijochiger gotischer Chor mit 5/8-Schluss gebaut, die Seitenschiffe wurden erhöht und gotische Maßwerkfenster an Nord-, Süd- und Westseite eingebaut. 1429 wurde der neue gotische Hochaltar eingeweiht.
1706 wurde die Johanniskirche abermals verändert. Der Innenraum wurde unter anderem mit aufwendigen Stuckarbeiten barockisiert.
Die größte bauliche Veränderung geschah dann in der Periode des Historismus, als die Johanniskirche von 1869 bis 1880  unter der Leitung des Architekten Hermann Steindorff (1842–1917) reromanisiert wurde. Dabei wurde der gotische Chor größtenteils abgetragen und durch einen neoromanischen Chor ersetzt, die Seitenschiffe wurden wieder niedriger gestaltet und auch die Fenster wieder in die romanische Form zurückgebaut. Die Ausmalung der Kirche übernahm 1878/79 der Rottenburger Kunst- und Kirchenmaler Carl Dehner in kräftigen Farben.
Seit 2008 wird die Johanniskirche in mehreren Abschnitten saniert. Da das Gebäude eine Nebenkirche der Heilig-Kreuz-Münstergemeinde ist, ist die Münsterbauhütte federführend bei diesen Sanierungsarbeiten.

## Außenansicht

### Maße
Die Gesamtlänge beträgt 53 m, wobei das Langhaus 36 m und der Chor 17 m lang ist. Die Innenbreite beträgt 25–28 m. Der Glockenturm ist 48 m hoch.

### Hauptportal
Das Hauptportal der Westfassade steht nicht exakt in der Mittelachse der Kirche, was nicht schlüssig zu erklären ist. Das Gewände bilden beiderseits drei Rundpfeiler. Im halbkreisförmigen Tympanon über dem Portal aus dem frühen 13. Jahrhundert befindet sich eine Kreuzigungsgruppe. Der Gekreuzigte trägt eine Krone, ist ohne sichtbare Zeichen des Leidens, ohne Brustwunde und mit leicht geneigtem Kopf als Viernageltyp wiedergeben. Die Krone charakterisiert ihn als König und Überwinder des Todes. Maria und Johannes stehen unter den Kreuzbalken neben detailliert wiedergegebenen Bäumen. Der Baum neben Johannes, mit seinen aufwärts wachsenden Blättern und den Vögeln, meint vermutlich den Baum Peridexion, der im Physiologus als die Sünden tilgende Kraft des Kreuzes gedeutet wird. Der Baum bei Maria mit den abwärts hängenden Blättern kann als Baum der Erkenntnis gelesen werden. Rechts und links des Tympanons sind aus den Kämpferplatten des Gewändes zwei Zentauren herausgearbeitet. Der linke mit einem ungewöhnlichen Drachenschwanz zielt auf sein rechtes Gegenüber, der den Schuss mit erhobenem Schild abzuwehren versucht.

### Seitenportale
Das Portal des südlichen Seitenschiffs zur Westfassade hin zeigt im Tympanon links einen sitzenden Bischof mit Stab, rechts daneben den hl. Petrus mit den Schlüsseln des Himmelreichs. Rechts neben Petrus ist ein auffliegender Adler zu erkennen. Beiderseits der Archivolte sitzen zwei Wachhunde. Das Portal an der Südfassade des Seitenschiffs zeigt zwei Löwen mit aufgerissenen Mäulern, deren Pranken sich berühren. Darüber erscheint der kahlgeschorene Kopf eines Büßers zwischen den Klingen einer Schere.

### Glockenturm
Auch die Bauzeit des Glockenturms ist unbekannt. Sie wird zwischen 1240 und 1250 am Übergang zur Frühgotik angenommen. Er war zuerst freistehend, wurde erst bei der Reromanisierung Ende des 19. Jahrhunderts mit dem Chor und dem nördlichen Seitenschiff verbunden und ist das höchste Bauwerk Schwäbisch Gmünds.
Der Turm ist in drei Abschnitte gegliedert. Auf das quadratische Fundament folgen lange Schrägflächen, die von einer rechteckigen in eine quadratische Form überleiten. Den Schluss bildet die zweistöckige, achteckige Glockenstube, die von einem Spitzhelm gekrönt wird. Die Bögen der Schallöffnungen der Glockenstube lassen schon frühe gotische Elemente erkennen.
Von 1959 bis 1970 wurde der Turm statisch gesichert und saniert, trotzdem hat der Glockenturm noch eine Schrägstellung von knapp einem Meter.
Seit 2006 ist der Turm geöffnet. Er kann von Mai bis Oktober bestiegen werden und bietet von der ca. 30 m hoch liegenden Türmerstube eine gute Sicht über Schwäbisch Gmünd.

## Ausstattung

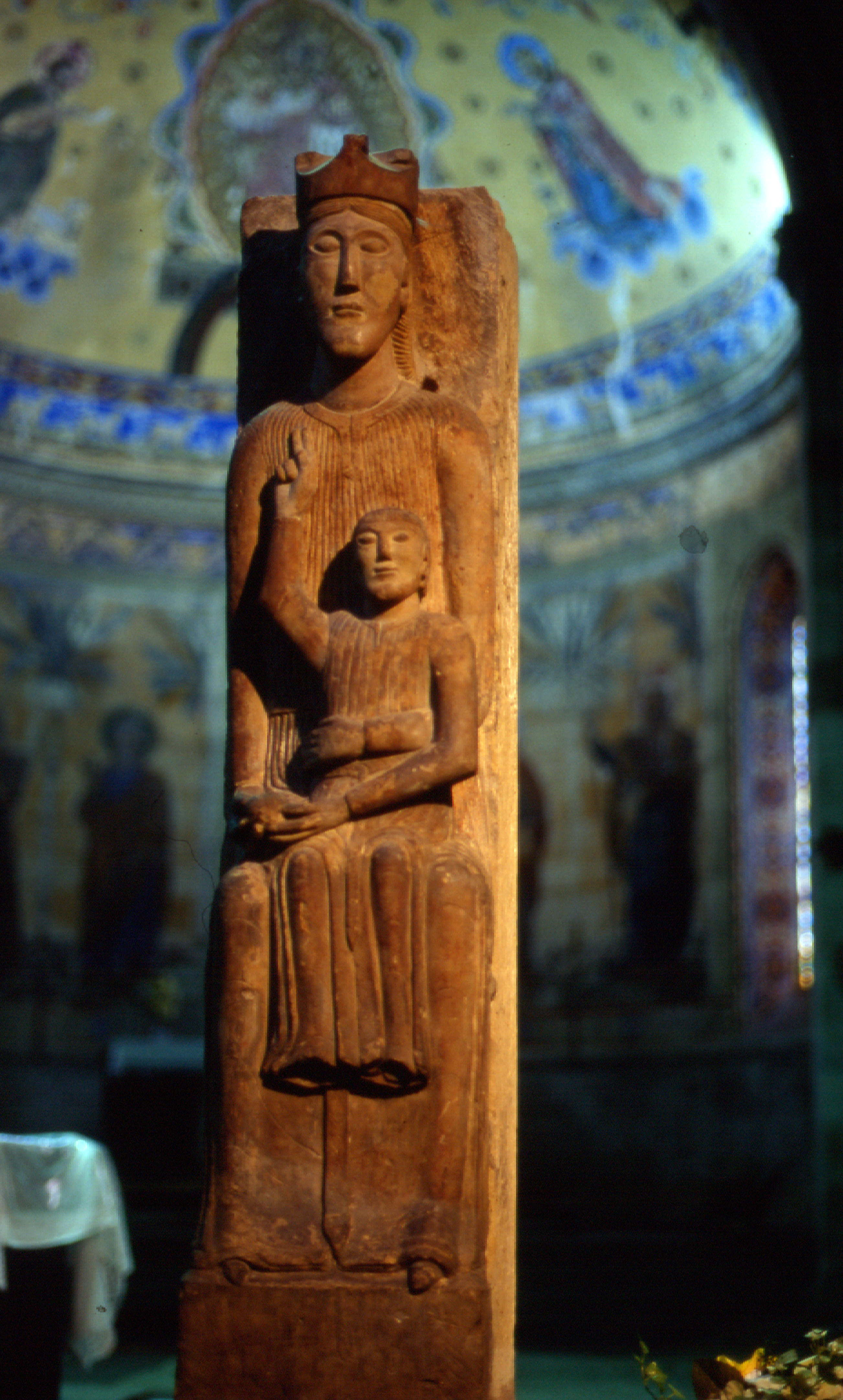
Romanische Pfeilermadonna

### Überblick
Aus der romanischen Zeit lassen sich im Innenraum nur noch wenige Zeugnisse finden. Die Innenausstattung ist vor allem neoromanisch. Ab 1870 wurden Wand-, Decken- und Glasmalerei, Hochaltar, Seitenaltar, Ambone, Kirchenbänke, Westempore und Orgel neu geschaffen.
Die Seitenschiffe der Basilika werden von der Münsterbauhütte Schwäbisch Gmünd als ein öffentliches Lapidarium genutzt, wodurch die am Münster ersetzten Skulpturen der Öffentlichkeit zugänglich gemacht werden können. Langfristig plant die Münsterbauhütte mit der Münstergemeinde am Münsterplatz ein eigenes Lapidarium in Form eines Museums einzurichten, da die derzeitige Lösung den Kirchenraum der Johanniskirche in seiner Wirkung beeinträchtigt.
Seit 2005 sind die Kirchenbänke entfernt und durch eine Bestuhlung ersetzt.

### Staufische Pfeilermadonna
Die romanische Madonna aus der Zeit der Staufer befindet sich im Innenraum der Kirche unter dem Chorbogen. Sie heißt „Pfeilermadonna“, weil sie zuvor außen an dem Pfeiler der Südwestecke der Kirche angebracht war. Dort wurde sie 1972 aus der Wand gelöst und zu ihrem Schutz im Kircheninneren aufgestellt. Außen wurde sie durch eine Kopie ersetzt. Sie gilt als die wertvollste Plastik der Stadt Schwäbisch Gmünd und ihre Entstehungszeit wird z. B. anhand der Haartracht und der Form der Schuhe auf das ausgehende 12. Jahrhundert (Hermann Kissling) geschätzt. Die Statue stammt möglicherweise von der gotischen Marienkirche, die ab 1310 nach und nach abgerissen und durch einen gotischen Neubau, das heutige Heilig-Kreuz-Münster, ersetzt wurde. Ein direktes Vorbild dieser Marienfigur konnte bis dato noch nicht nachgewiesen werden, jedoch handelt es sich bei der Gruppe Maria mit dem Kind um eine Nikopoia.
Die Plastik war unter anderem 2010/11 in der Ausstellung Die Staufer und Italien in den Reiss-Engelhorn-Museen in Mannheim zu sehen.

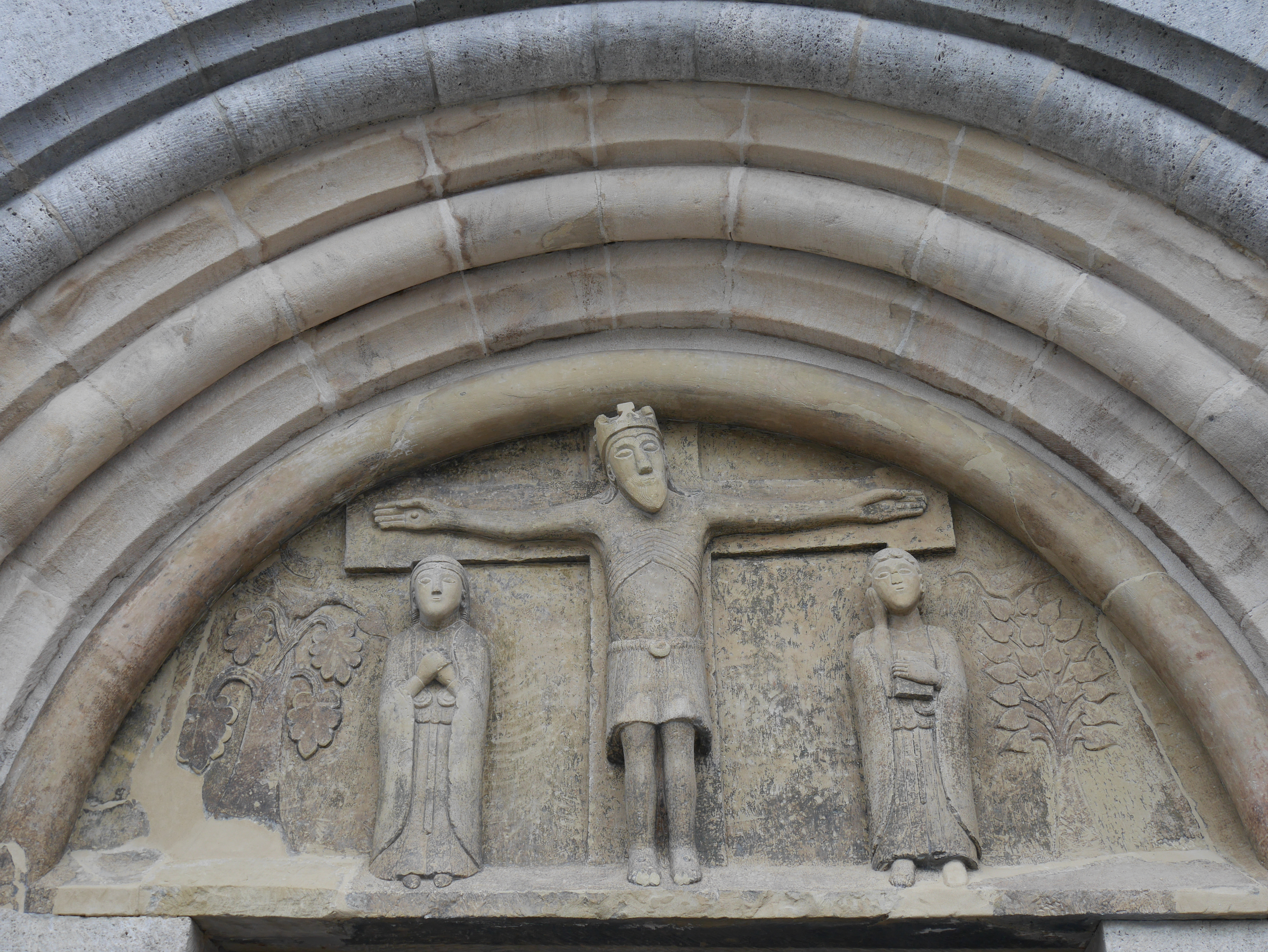
Tympanon des Hauptportals
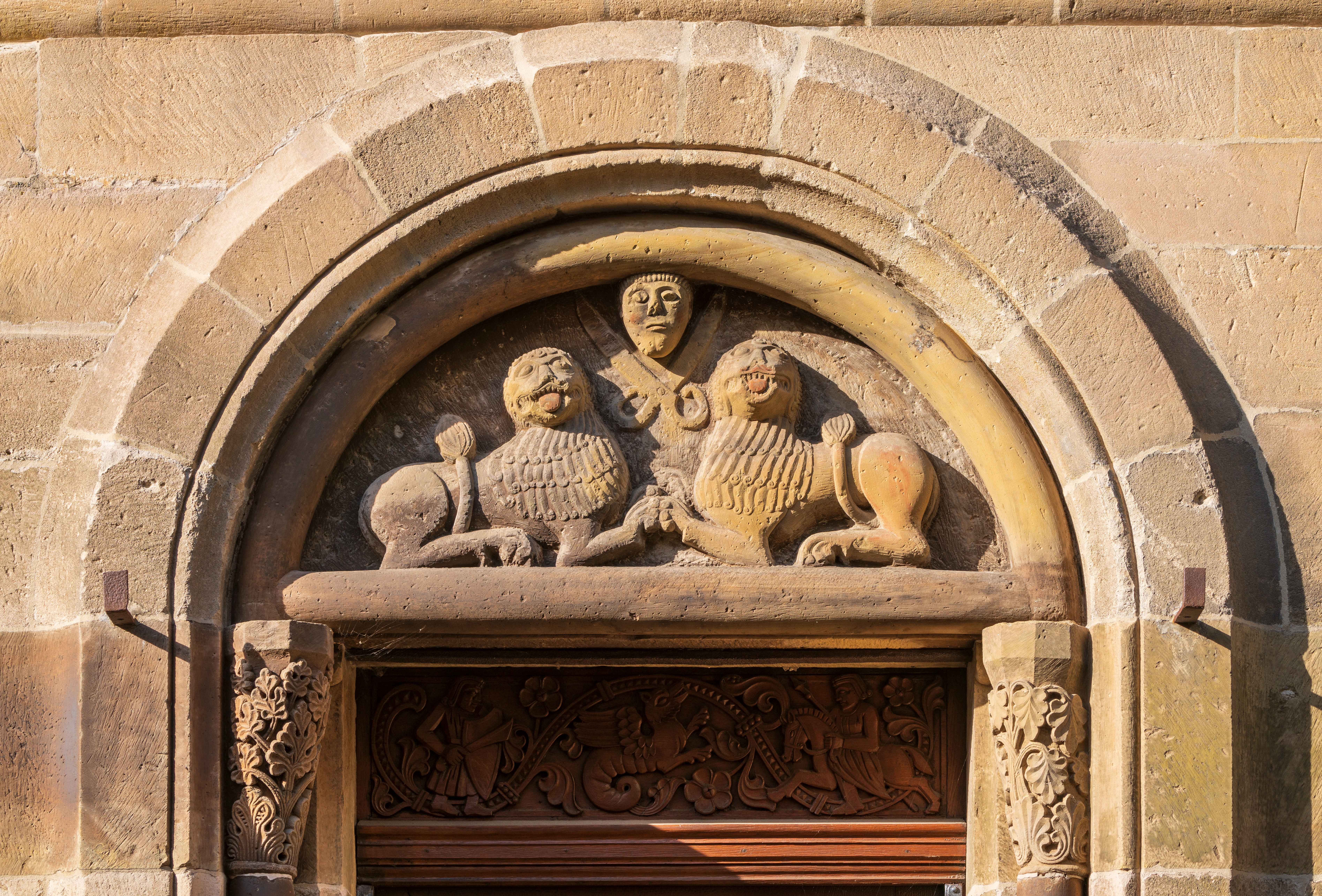
Tympanon des Südportals
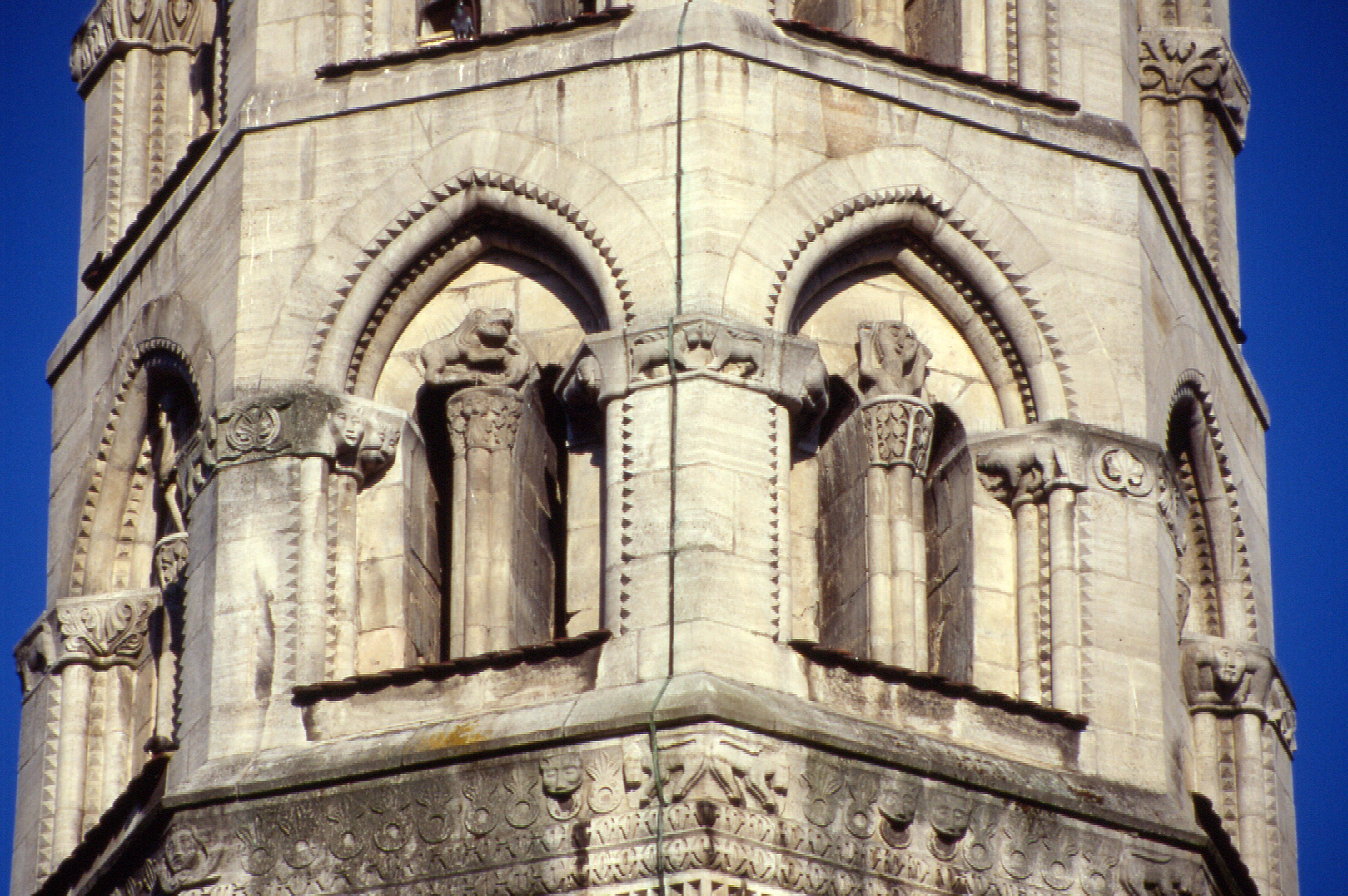
Romanische Bauplastik am Turm
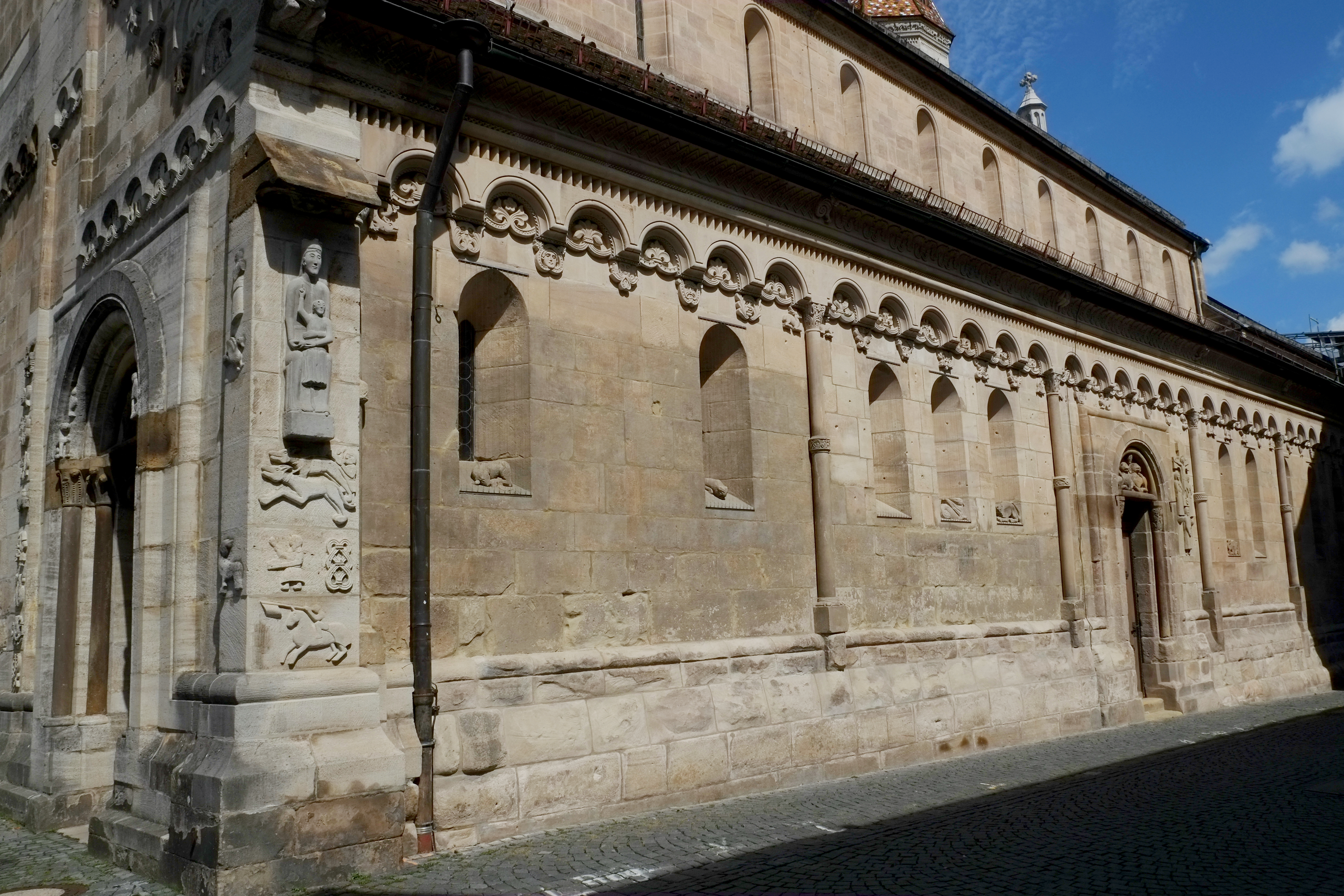
Südfassade mit Blattmasken in Kragsteinen

## Orgel

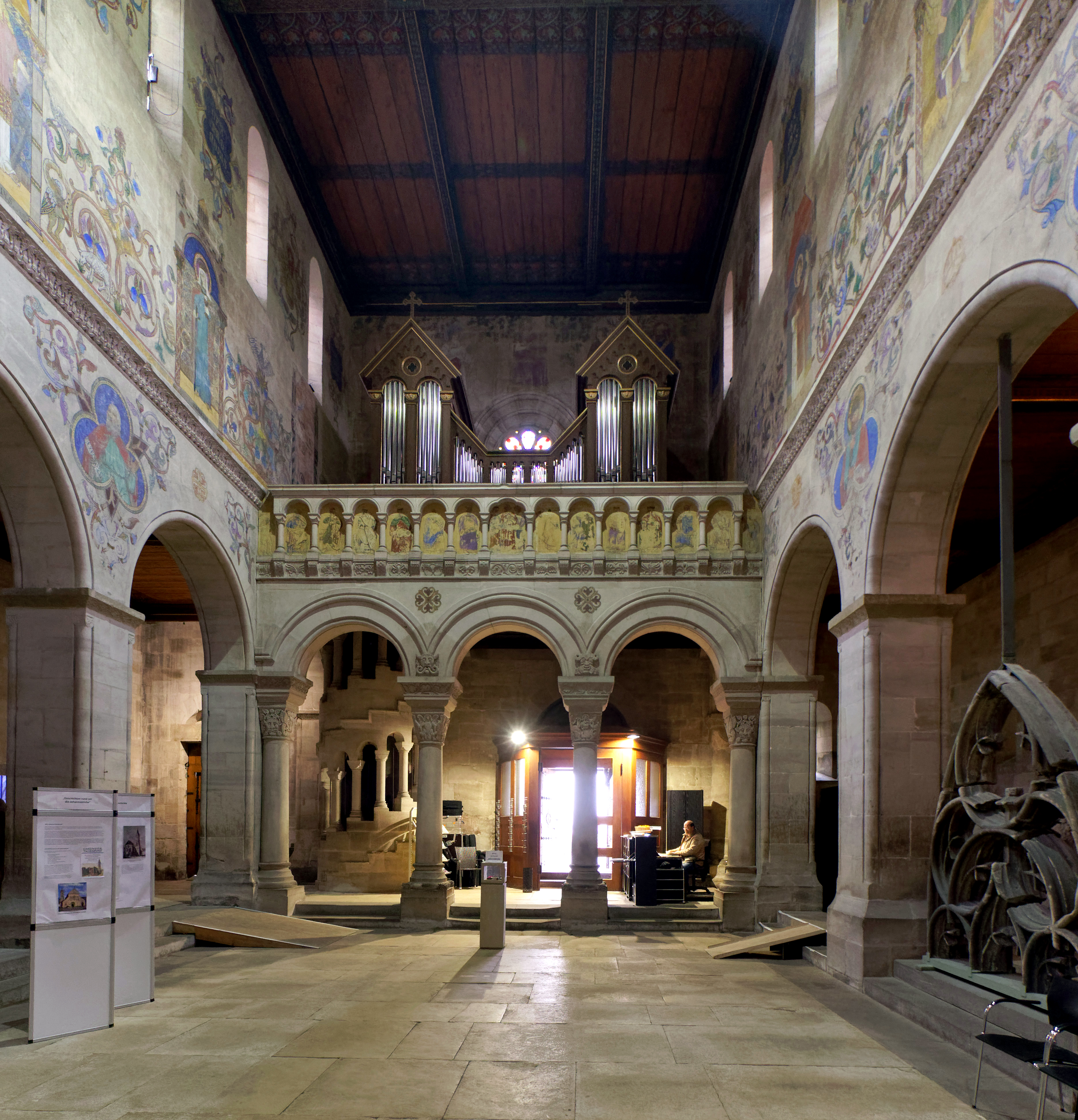
Empore

Die Johanniskirche verfügte bis 1775 wahrscheinlich über eine kleine Orgel im Chorraum. Ihre Nachfolgerin wurde von Josef Neher, einem Orgelbauer der Stadt gefertigt. Dominikus Debler zufolge, ist diese, nachdem die Lutheraner die Augustinerkirche übernommen hatten, deren Orgel der Säkularisation zum Opfer fiel, dorthin verbracht worden. Weiter stellt er fest, dass diese Orgel „ein kleines schwaches Werk“ gewesen sei. Während der Umbaumaßnahmen 1869 bis 1880 erhielt die Westseite des Kirchenschiffs eine Empore. Für diese sollte ein geeignetes Instrument erbaut werden, die Firma Weigle setzte sich mit ihrem Angebot 1879 durch. Die fertig installierte Weigle-Orgel wurde Mitte 1880 bei einem Festgottesdienst geweiht. Dieses Kirchenmusikinstrument blieb seit dem 19. Jahrhundert weitgehend unverändert, Holzwürmer und Feuchtigkeit beschädigten sie jedoch. Im Jahr 1917 mussten die Zinnprospektpfeifen zur Herstellung für Kriegsgerät im Ersten Weltkrieg abgegeben werden. Die Orgelbaufirma Walcker führte zu dieser Zeit gerade die Orgelrevision durch und ersetzte die fehlenden Pfeifen sogleich wieder. Das Instrument ist eine der wenigen erhaltenen mechanisch gesteuerten Orgeln dieser Epoche des Orgelbaus. Auf Initiative von Spendern und dem Münsterorganisten Stephan Beck ließ die Münstergemeinde eine umfangreiche Sanierung der Orgel durch die Orgelmanufaktur Klais von 2009 bis 2012 vornehmen, bei der unter anderem 61 Pfeifen ersetzt wurden. Da die Johanniskirche nicht mehr für regelmäßige Messfeiern genutzt wird, kommt die Orgel vor allem bei den zahlreichen kulturellen Veranstaltungen, unter anderem während des Festivals Europäische Kirchenmusik, zum Einsatz.
Disposition
| I Hauptwerk C–f3 |                |       |
| 1.               | Principal      | 8′    |
| 2.               | Gedeckt        | 8′    |
| 3.               | Viola di Gamba | 8′    |
| 4.               | Aeoline        | 8′    |
| 5.               | Oktav          | 4′    |
| 6.               | Flöte          | 4′    |
| 7.               | Mixtur         | 2 ⁄3′ |

| II Nebenwerk C–f3 |            |    |
| 8.                | Flöte      | 8′ |
| 9.                | Salicional | 8′ |
| 10.               | Fugara     | 4′ |

| Pedal C–d1 |           |     |
| 11.        | Subbass   | 16′ |
| 12.        | Oktavbass | 8′  |

Collectiv-Zug
- Koppeln: II/I, I/P, II/P

## Friedhofskapelle St. Veit
Die Johanniskirche war lange von einem Friedhof umgeben. Nördlich der Kirche und im Friedhof (ob Karner) stand die 1387 erstmals als sant Vit urkundlich erwähnte Kapelle. Die Kapelle hatte einen Polygonchor und war zweigeschossig angelegt, wobei unten eine Gruft vermutet wird. An diese Kapelle knüpft sich die Gründungstradition einer karolingischen Zelle aus der Fulradzeit. Im Jahr 1803 wurde die Kapelle im Zuge der Säkularisation abgebrochen, um Platz für den Exerzierplatz der Kaserne im Prediger zu schaffen.
Im Oktober 1972 konnten unter der Leitung des Gmünder Gymnasialprofessors Hans-Wolfgang Bächle kurze Grabungen durchgeführt werden. Ein Altarsockel und daneben Reste eines Fußbodens sowie die Außenmauern wurden freigelegt. Um den Standort zu kennzeichnen, wurde der Grundriss danach im Pflaster des nordöstlichen Johannisplatzes eingearbeitet, aber durch einen Wasserspielplatz teilweise wieder überbaut.

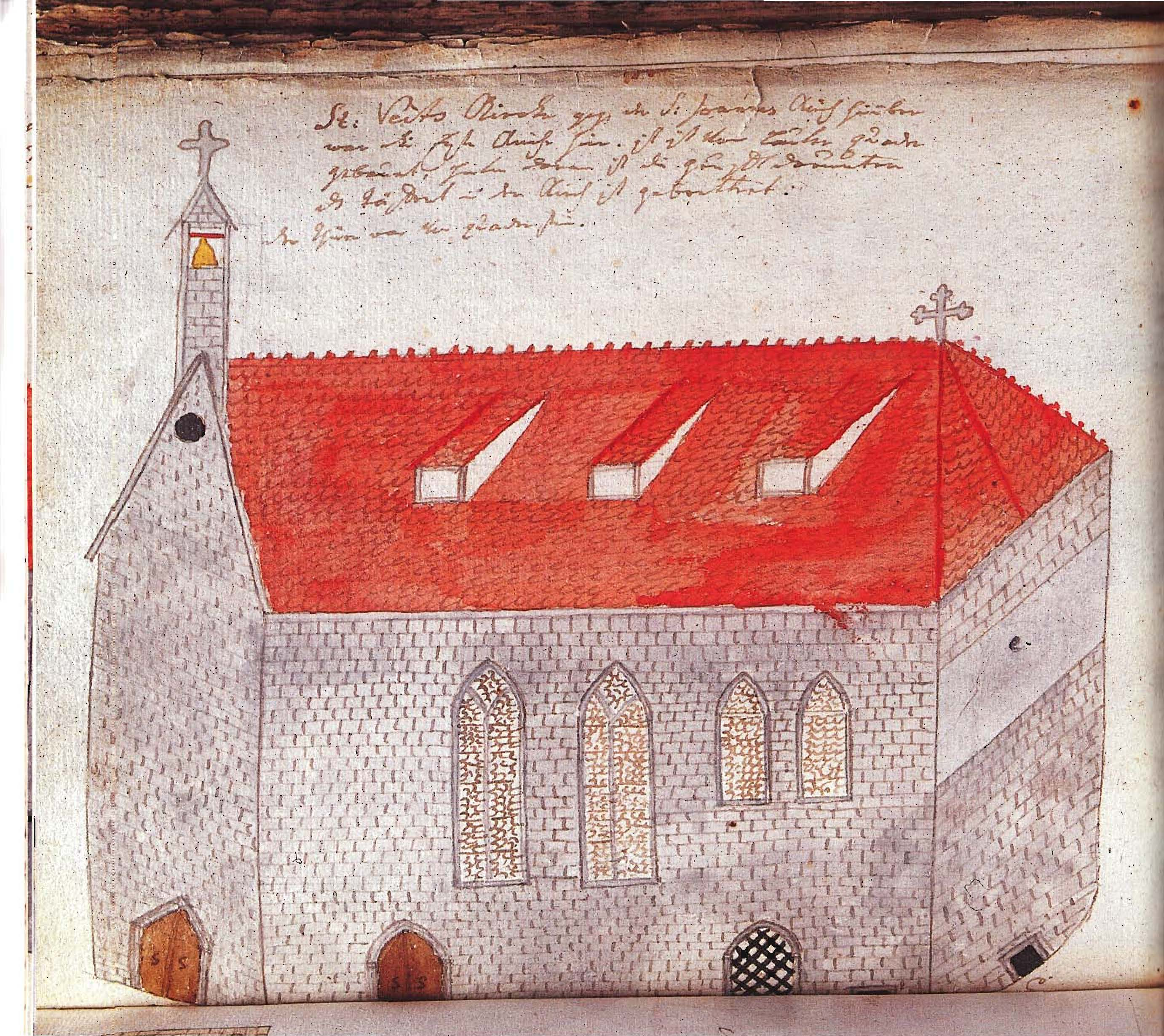
Bild der Veitskapelle in der Chronik von Dominikus Debler
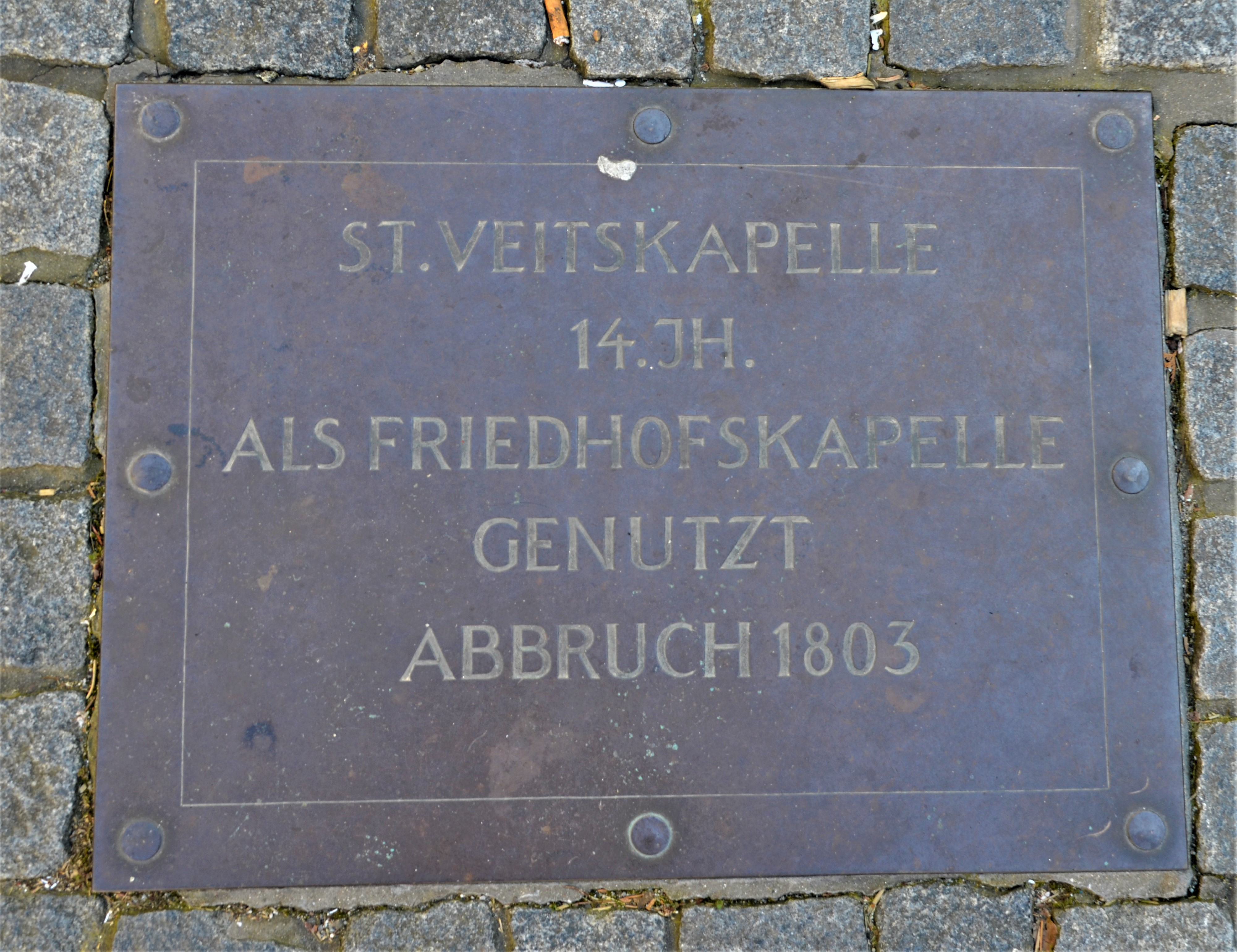
Hinweistafel im Pflaster des Johannisplatzes
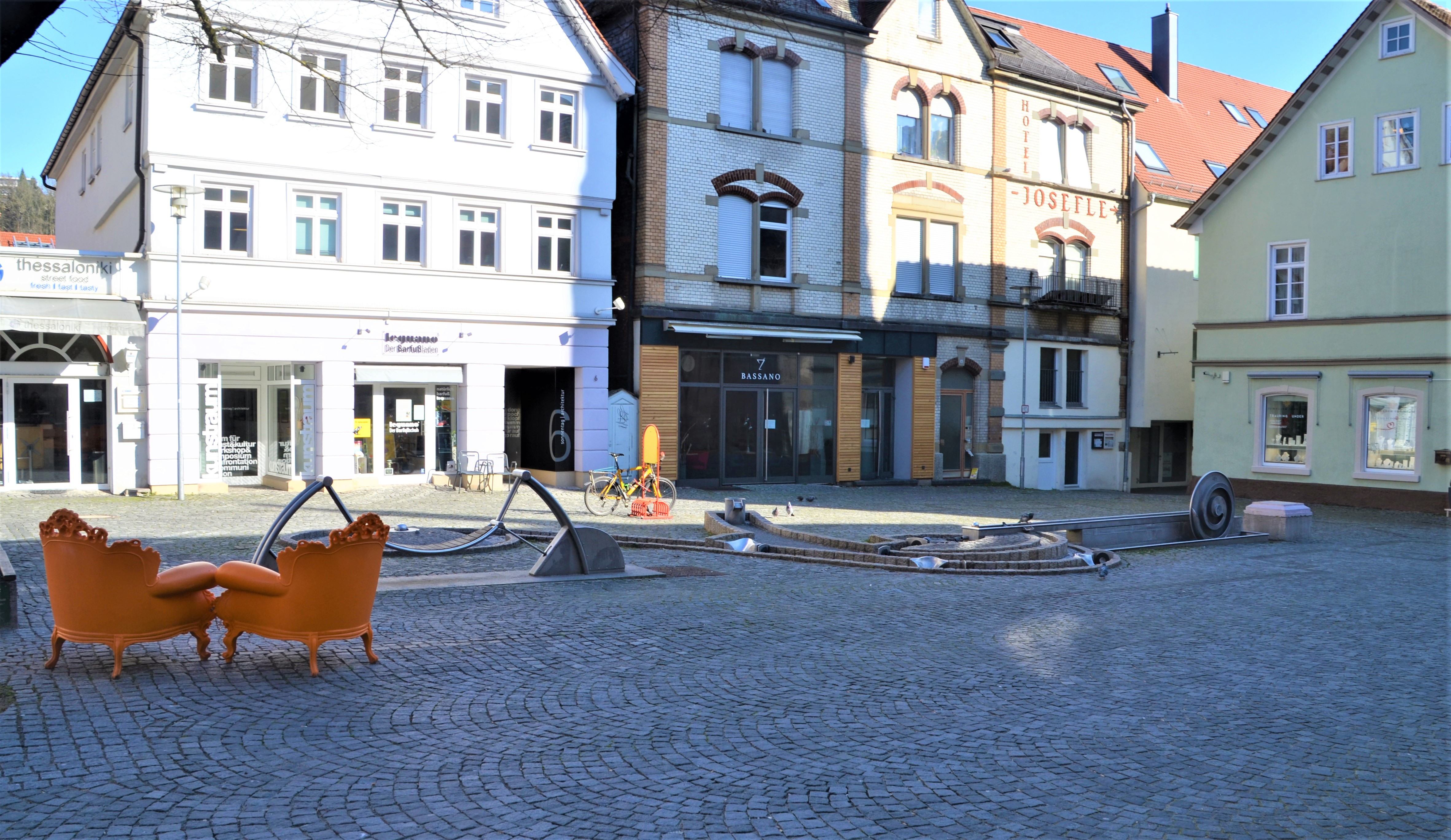
Auf dem unteren Johannisplatz ist in das Pflaster der Grundriss der Kapelle eingelassen, dort wo heute der Wasserspielplatz steht